# Megumi Sakata
Megumi Sakata (坂田 恵, Sakata Megumi, Megumi Sakata) Kumamoto, 18 oktober 1971 is een voormalig Japans voetbalster.

## Carrière
Sakata speelde voor onder meer Nissan FC Ladies.
Zij nam met het Japans vrouwenvoetbalelftal deel aan de Wereldkampioenschappen vrouwenvoetbal in 1991 en 1995. Zij kwam tijdens dit toernooi niet in actie.

## Statistieken
| Japans vrouwenvoetbalelftal | Japans vrouwenvoetbalelftal | Japans vrouwenvoetbalelftal |
| Jaar                        | Wed.                        | Dlp.                        |
| --------------------------- | --------------------------- | --------------------------- |
| 1989                        | 1                           | 0                           |
| 1990                        | 2                           | 0                           |
| 1991                        | 3                           | 0                           |
| 1992                        | 0                           | 0                           |
| 1993                        | 1                           | 0                           |
| 1994                        | 1                           | 0                           |
| 1995                        | 1                           | 0                           |
| 1996                        | 1                           | 0                           |
| Totaal                      | 10                          | 0                           |